# Tantra ujawniona
Tantra ujawniona. Kuszenie sił ducha i materii – to książka autorstwa filozofa Pandita Rajmaniego Tigunaita, ucznia i następcy w sukcesji (parampara) tantrycznej tradycji hinduistycznej Śri Widji z linii guru Swamiego Ramy z Himalajów. Pozycja ta zawiera wyjaśnienia zasad i stopni tantrycznej sadhany z tradycji hinduizmu, opisy spotkań ze współczesnymi zaawansowanymi adeptami tych nauk, omówienie 14. miejsc w Indiach o szczególnych właściwościach energetycznych (prana) wspomagających osiąganie rezultatów medytacji, rozbudowane wyjaśnienie ezoteryczne o bóstwach Dewi, Gajatri, Ganeśa. Autor omówił również podział tantry na trzy szkoły: Kaula, Miśra i Samaja podając przykłady ich poglądów filozoficznych i rodzajów stosowanych praktyk.
Polskie wydanie zawiera 194 strony, czarno-białe ilustracje, 13 stronicowy słowniczek, notę o autorze i Instytucie Himalajskim, którego autor jest obecnym przywódcą.

## Spis treści
- PRZEDMOWA

- ROZDZIAŁ 1 : Żywa nauka tantry
- ROZDZIAŁ 2 : Tam, gdzie wciąż kwitnie tantra
- ROZDZIAŁ 3 : Odnajdywanie drogi
- ROZDZIAŁ 4 : Inicjacja pierwsza: mantra
- ROZDZIAŁ 5 : Inicjacja druga: jantra
- ROZDZIAŁ 6 : Inicjacja trzecia: czakra pudźa
- ROZDZIAŁ 7 : Praktyki kuszenia sił materii i ducha

- SŁOWNIK
- O AUTORZE
- INSTYTUT HIMALAJSKI